# Hứa Kim Tuyền
Hứa Kim Tuyền (sinh ngày 8 tháng 1 năm 1995) là một nam nhạc sĩ, ca sĩ kiêm nhà sản xuất thu âm người Việt Nam. Nổi tiếng nhờ những ca khúc mang đậm chất tự sự, giàu tính cảm xúc và truyền tải những thông điệp sâu sắc trong nhiều thể loại âm nhạc khác nhau, anh được đánh giá là một trong những nhạc sĩ Việt Nam xuất sắc nhất trong thế hệ của mình.
Hứa Kim Tuyền bắt đầu sự nghiệp khi tham gia mùa đầu tiên của chương trình Bài hát hay nhất vào năm 2016. Năm 2017, hiệu ứng của chương trình đã giúp Tuyền khẳng định tài năng của anh trước công chúng và giới chuyên môn, sau đó anh tạo bước ngoặt khi cộng tác với Tóc Tiên thông qua ca khúc "Hôm nay tôi cô đơn quá". Kể từ đó, anh bắt đầu tham gia sáng tác và sản xuất nhiều ca khúc cho các nghệ sĩ khác. Năm 2022, Tuyền cộng tác với chín nghệ sĩ khác để cho ra mắt album phòng thu solo đầu tay mang tên Colours.
Với việc gặt hái được nhiều thành công cả về mặt chuyên môn và thương mại, Tuyền vinh dự liên tiếp mang về chuỗi đề cử tại giải Cống hiến, bao gồm các đề cử "Nhạc sĩ của năm" và "Nhà sản xuất của năm" cho cá nhân anh, cùng với hai đề cử "Bài hát của năm" cho "Hôm nay tôi cô đơn quá" và "Hai mươi hai (22)" ở lần trao giải thứ 13 và 17, và đề cử "Album của năm" cho những đóng góp của anh trong việc sản xuất album đầu tay dreAMEE của Amee ở lần trao giải thứ 16.

## Tiểu sử và sự nghiệp

### 2016: Khởi đầu
Hứa Kim Tuyền sinh ngày 8 tháng 1 năm 1995 tại Thành phố Hồ Chí Minh trong một gia đình không có truyền thống nghệ thuật. Anh theo học tại trường Đại học Văn Lang chuyên ngành Báo chí và Truyền thông. Bên cạnh việc học, anh đồng thời là phóng viên giải trí cho tờ Hoa Học Trò của báo Tiền Phong. Xuất thân là một nhà báo giải trí cho lứa tuổi học trò, anh chưa từng suy nghĩ sẽ trở thành nhạc sĩ. Dù thời gian đó luôn dồn hết tiền tiết kiệm cho việc học nhạc nhưng anh chỉ nghĩ đơn giản tìm hiểu để thỏa mãn niềm đam mê. Cho đến khi tham gia chương trình Bài hát hay nhất và nhận được sự ủng hộ của khán giả, anh mới chính thức suy nghĩ nghiêm túc, đưa ra định hướng rõ ràng cho bản thân.
Sau khi tham gia cuộc thi Bài hát hay nhất và được hướng dẫn của huấn luyện viên Giáng Son, âm nhạc của anh ngày một trưởng thành và đến gần hơn với người yêu nhạc. Với ca khúc "Tình lãng phí", "Cupid học yêu", âm nhạc của anh đã tạo ra một màu sắc mới cho thị trường âm nhạc Việt Nam. Tuyền còn có cơ hội hợp tác cùng ca sĩ Tóc Tiên tạo ra bản hit "Hôm nay tôi cô đơn quá" đánh dấu bước ngoặt của anh trong con đường nghệ thuật. Anh cũng có cơ hội tạo ra các bản hit khi hợp tác với những ca sĩ nổi tiếng như ca khúc "Một ngày hay trăm năm" (Văn Mai Hương), "Người ta có thương mình đâu" (Trúc Nhân), "Ta quên nhau chưa" (Juun D ft. RTee).

### 2017–2021: Phát triển trong con đường âm nhạc
Anh tham gia sản xuất âm nhạc cho các sản phẩm của St.319 Entertainment, chẳng hạn như những ca khúc "Yêu thì yêu không yêu thì yêu", "Ex's Hate Me (Part 2)", "MAMA BOY" và "Em Bé" của ca sĩ Amee. Bên cạnh đó, anh còn được các ca sĩ nổi tiếng gửi gắm các tác phẩm của họ như "Cầu hôn" (Văn Mai Hương), "Ai cần ai" (Bảo Anh), "Tặng anh cho cô ấy" (Hương Giang). Năm 2020, với việc tham gia đồng sản xuất trong album phòng thu đầu tay của Amee mang tên dreAMEE, anh nhận về đề cử "Album của năm" tại giải Cống hiến.
Âm nhạc của anh luôn đa dạng và bắt kịp xu hướng của thị trường âm nhạc Việt Nam, từ ballad đến EDM luôn mang lại sự mới mẻ từ ca từ và giai điệu.

### 2022–nay:Coloursvà tiếp nối thành công
Ngoài công việc viết nhạc cho các nghệ sĩ, anh còn ấp ủ những ca khúc cộng tác cùng các ca sĩ nổi tiếng đem lại lợi ích cho cộng đồng qua dự án Colours, gồm những ca khúc tiêu biểu trong dự án của anh là "Nếu một mai tôi bay lên trời" (Trúc Nhân), "Ước mơ của mẹ" (Văn Mai Hương) và "Hoa Kỳ" (cộng tác với Hoàng Dũng).
Sau thành công trong việc sản xuất album Minh tinh của Văn Mai Hương và Mộngmee của Amee, năm 2024, Tuyền được chọn là giám đốc âm nhạc của mùa thứ hai trong chương trình Chị đẹp đạp gió rẽ sóng. Trong suốt chương trình, anh còn sử dụng nghệ danh mới là Jardin khi tham gia viết lời mới của từng tiết mục biểu diễn. Thành công của chương trình đã giúp anh tiếp tục được đảm nhận vị trí này trong đêm hòa nhạc của Chị đẹp.

## Ảnh hưởng
Trong các bài phỏng vấn sau này, Hứa Kim Tuyền luôn trích dẫn lời dặn của nhạc sĩ Giáng Son như là người truyền cảm hứng và ảnh hưởng tới anh.

## Danh sách đĩa nhạc
Album phòng thu
- Colours (2022)

### Sáng tác
Danh sách này không đầy đủ, bạn cũng có thể giúp mở rộng danh sách.
- 100 < 1 (100 bé hơn 1) (Vương Bình)
- 18 (Hứa Kim Tuyền)
- 213 (2 người 1 nhà 3 con mèo) (Hứa Kim Tuyền)
- A red flag (Văn Mai Hương)
- Ai cần ai (Bảo Anh)
- Anh bờ vai (Vương Bình)
- Anh chưa thương em đến vậy đâu (Myra Trần)
- Anh sẽ đến cùng hơn mưa (Hứa Kim Tuyền, Grey D)
- Ái kỷ (đồng sáng tác với Dlight) (Lâm Bảo Ngọc)
- Ánh trăng luôn ở bên (Trần Ngọc Ánh)
- Bà bán cá và con cá trê (Hậu Hoàng)
- Bài ca bầu cử 2021 (Amee, Grey D, Hứa Kim Tuyền)
- Bàn kế bên (Hứa Kim Tuyền)
- Bay cùng bay (Văn Mai Hương ft. Tuimi)
- Bom hẹn giờ (Phương Thanh, Phạm Quỳnh Anh, Thảo Trang, Vũ Ngọc Anh)
- Cách (yêu đúng) điệu (đồng sáng tác với Jaysonlei, Ánh Sáng AZA, Bích Phương, Mỹ Mỹ, Quỳnh Anh Shyn, và Juky San) (Bích Phương, Mỹ Mỹ, Quỳnh Anh Shyn, Juky San, Lamoon)
- Cám dỗ (Myra Trần)
- Cánh đồng mây của thượng đế (Hứa Kim Tuyền)
- Cầu duyên (Cara Phương)
- Cầu hôn (Văn Mai Hương)
- Cầu vồng lấp lánh (Myra Trần ft. Văn Mai Hương) (WeChoice Awards 2023)
- Chạm gần thêm thương (Trúc Nhân)
- Cho phép tôi mời anh một ly (đồng sáng tác với Grey D và viết lời) (Vương Bình)
- Chúng ta chỉ là đã từng (Hứa Kim Tuyền, Orange)
- Chưa quên người yêu cũ (Hà Nhi)
- Chàng trai sơ mi hồng (Hoàng Duyên)
- Chiếc ví thần (Hậu Hoàng)
- Chu kỳ mới (Bích Phương)
- Cỏ bốn lá (Trúc Nhân)
- Cơn mưa rào (Nhạc phim Chúng ta của 8 năm sau) (Văn Mai Hương ft. Negav)
- Cupid học yêu (Hứa Kim Tuyền)
- Cuộc gọi lúc nửa đêm (Amee)
- Cứ thở đi (Đức Phúc ft. Juky San)
- Cứ yêu đi (Đức Phúc ft. Hòa Minzy) (OST 100 ngày bên em)
- Dấu yêu (Phan Đinh Tùng, Xuân Nghi)
- Dreamee (Intro) (Amee)
- Dưới ánh đèn sân khấu (Orange)
- Đại minh tinh (Văn Mai Hương)
- Đi về nhà (đồng sáng tác với Xuân Ty) (Đen Vâu, JustaTee)
- Đôi giày không vừa size (Hơi chật một chút) (Hứa Kim Tuyền, Orange)
- Đốt (Văn Mai Hương)
- Em bé (Amee, Karik)
- Em đâu phải quân cờ (Hiền Mai) (OST Cậu chủ ma cà rồng)
- Em là châu báu (Tlinh, MCK, CB)
- Em sẽ báo công an (Hoàng Duyên, Negav)
- Ex's hate me (Part 2) (Amee, B Ray)
- Em về tinh khôi (viết thêm lời mới cho bài Em về tinh khôi của Quốc Bảo) (Amee, Hoàng Dũng, Grey D)
- Em yêu thầy cô trường lớp bạn bè (Hậu Hoàng)
- Finding You (Chi Pu)
- G9 (Outro) (Amee)
- Gật đầu (Parce que c'est ma vie) (Jun Phạm)
- Giữa đại lộ Đông Tây (Uyên Linh)
- Hai mươi hai (22) (Amee)
- Happy birthday to you (Always 14) (Amee, Obito, Hoàng Dũng)
- Hoa Kỳ (Hứa Kim Tuyền, Hoàng Dũng)
- Hôm nay tôi cô đơn quá (Tóc Tiên)
- Hương (Văn Mai Hương)
- Khi màn đêm rực sáng (30 nghệ sĩ nữ trong Chị đẹp đạp gió rẽ sóng)
- Kho báu (đồng sáng tác với Dlight) ((S)TRONG Trọng Hiếu)
- Không ai hơn em đâu anh (Tóc Tiên)
- Khúc nhạc làm ta vui (Anh Tú, Hứa Kim Tuyền, Trúc Nhân, Đức Phúc, LyLy)
- Kỳ nghỉ Tết huyền thoại (Hậu Hoàng)
- Love rosie (Thiều Bảo Trâm)
- Lội ngược dòng (đồng sáng tác với Orange) (Orange)
- Làm có đội, ăn có hội (Hậu Hoàng)
- Lucy (Nguyên Hà)
- Mai! Má về (Lấm lem êm ấm) (Hòa Minzy)
- Mama boy (Amee)
- Mang ghế ra sân ngồi hát (Tóc Tiên)
- Martini (Văn Mai Hương)
- Mặt trời trong bóng tối (đồng sáng tác với N.T.B và viết lời) (Cao Minh, Lamoon) (OST Địa đạo: Mặt trời trong bóng tối)
- Miền mộng mị (Amee)
- Mộng yu (Amee ft. MCK)
- Một bản tình ca nhịp 6/8 (Phùng Khánh Linh) (OST SOL – Stage of love)
- Một lời hứa (Hà Anh Tuấn)
- Một ngàn nỗi đau (Văn Mai Hương)
- Một ngày hay trăm năm (Văn Mai Hương) (OST 100 ngày bên em)
- Một ngày tôi quên hết (Cẩm Vân ft. Cece Trương)
- Một "thế giới" = hai gang tay (Ngọc Ánh, Phương Thanh, Mỹ Linh, Thúy Hiền, Châu Tuyết Vân)
- Muốn (Miu Lê)
- Mùi tổ ấm (Quân A.P)
- Mưa tháng sáu (Văn Mai Hương, Grey D, Trung Quân)
- Mỹ quyền (Hà Nhi)
- Nam bán cầu (Văn Mai Hương)
- Nắng ngoài sân (Hứa Kim Tuyền)
- Nấu Tết khác biệt (Anh Tú The Voice)
- Nếp nhà (Hòa Minzy, Obito)
- Nếu anh là em (Tóc Tiên)
- Nếu một mai tôi bay lên trời (Trúc Nhân)
- Nghe nói anh sắp kết hôn (Văn Mai Hương, Bùi Anh Tuấn)
- Ngôi sao giữa thiên hà (30 nghệ sĩ nữ trong Chị đẹp đạp gió rẽ sóng)
- Người gieo mầm xanh (Hoàng Dũng)
- Người ta có thương mình đâu (Trúc Nhân)
- Như đàn ông (Đồng Ánh Quỳnh, Cara Phương)
- Nói hoặc không nói (Amee)
- Nơi pháo hoa rực rỡ (Đi để trở về 8) (Orange, Hoàng Dũng, Cẩm Vân)
- Ơi ơi ơi (Min)
- PR song (Trường Đại học Văn Lang)
- Rồi em sẽ gặp một chàng trai khác (Lâm Bảo Ngọc)
- Rồi mình sẽ gặp nhau (Văn Mai Hương)
- Rồi sẽ ổn cả thôi mà (Hứa Kim Tuyền)
- Sao anh chưa về nhà (Amee, Ricky Star)
- Sài Gòn chiều nay có mưa (Huỳnh Quan Minh, LYN)
- Sài Gòn đau lòng quá (Hứa Kim Tuyền, Hoàng Duyên)
- Sao đỏ đại chiến – Sức mạnh của sao đỏ 2 (Hậu Hoàng)
- Sao người ta nỡ làm mình đau (Gil Lê)
- Sau một bờ vai (Thu Minh)
- Sashimi (Chi Pu)
- Shay nắnggg (sampling ca khúc Hai mươi của nhạc sĩ Quốc Bảo) (Amee, Obito)
- Sương nằm trong lá (Văn Mai Hương) (OST Phượng khấu)
- Ta quên nhau chưa (JUUN D ft. RTee)
- Tặng anh cho cô ấy (Hương Giang)
- Tết là phải vui (Amee, Thúy Ngân, Bảo Anh, Yuno BigBoi)
- Thành phố phía đông (Vương Bình)
- Thầm thương trộm nhớ (Miu Lê, Hoàng Dũng)
- Thế giới ảo (Hậu Hoàng)
- Thôi miên (Cara Phương, Toof.P, Nicky)
- Tình bạn diệu kỳ (Amee, Ricky Star, Lăng LD)
- Tìm X (Min)
- Tình lãng phí (Văn Mai Hương)
- Tôi đứng giữa đồng hoa (Trần Thu Hà, Myra Trần, Ngọc Mai)
- Tôi không còn viết tình ca (Mỹ Linh, Tóc Tiên, Ái Phương, Dương Hoàng Yến)
- Trạm sạc cảm xúc (Ngô Kiến Huy, Suni Hạ Linh, Seachains)
- Tuổi thơ dữ dội (Hậu Hoàng)
- Turn it up (Amee)
- Từ thích thích thành thương thương (Amee, Hoàng Dũng)
- Tự làm mình đau (Văn Mai Hương)
- Ước mơ của mẹ (Quân A.P)
- Ước mơ của mẹ (Văn Mai Hương) (OST "Thương ngày nắng về")
- Ướt lòng (đồng sáng tác với Harosé) (Văn Mai Hương)
- Vai "ác" (Phạm Quỳnh Anh)
- Về nghe mẹ ru (Bạch Tuyết, Hoàng Dũng, 14 Casper)
- Vọng nguyệt (Hoàng Duyên)
- Vườn địa đàng (Văn Mai Hương)
- Xuân, hạ, thu, đông rồi lại xuân (đồng sáng tác với Trần Dũng Khánh (TDK), Grey D) (Amee)
- Yêu từ cái buồn đầu tiên (Jun Phạm) (OST Những ngày 20)
- Yêu không cần ép (Bảo Anh)
- Yêu thì yêu không yêu thì yêu (Amee)

## Giải thưởng và đề cử
| Năm  | Giải thưởng                   | Hạng mục                           | Đề cử cho                                                  | Kết quả   | Tham khảo     |
| ---- | ----------------------------- | ---------------------------------- | ---------------------------------------------------------- | --------- | ------------- |
| 2018 | Giải thưởng Âm nhạc Cống hiến | Bài hát của năm                    | Hôm nay tôi cô đơn quá                                     | Đề cử     | [ 16 ]        |
| 2019 | Giải thưởng Làn Sóng Xanh     | Sự kết hợp xuất sắc                | Người ta có thương mình đâu                                | Đề cử     | [ 17 ]        |
| 2021 | Giải thưởng Làn Sóng Xanh     | Sự kết hợp xuất sắc                | Sao anh chưa về nhà                                        | Đoạt giải | [ 17 ]        |
| 2021 | Giải thưởng Âm nhạc Cống hiến | Nhạc sĩ của năm                    | Bản thân                                                   | Đề cử     | [ 18 ] [ 19 ] |
| 2021 | Giải thưởng Âm nhạc Cống hiến | Nhà sản xuất của năm               | Bản thân                                                   | Đề cử     | [ 18 ] [ 19 ] |
| 2021 | Giải thưởng Âm nhạc Cống hiến | Music Video của năm                | Đi về nhà                                                  | Đoạt giải | [ 18 ] [ 19 ] |
| 2022 | TikTok Awards Việt Nam        | Âm nhac của năm                    | Về nghe mẹ ru                                              | Đoạt giải | [ 20 ]        |
| 2022 | Giải thưởng Làn Sóng Xanh     | Sự kết hợp xuất sắc                | Đi về nhà                                                  | Đoạt giải | [ 21 ]        |
| 2022 | Giải thưởng Làn Sóng Xanh     | Top 10 ca khúc được yêu thích      | - Đi về nhà - Tình bạn diệu kỳ - hương - Hai muơi hai (22) | Đoạt giải | [ 21 ]        |
| 2022 | Giải thưởng Làn Sóng Xanh     | Top 10 ca khúc được yêu thích      | Sài Gòn đau lòng quá                                       | Đoạt giải | [ 21 ]        |
| 2022 | Giải thưởng Làn Sóng Xanh     | Ca khúc của năm                    | Sài Gòn đau lòng quá                                       | Đề cử     | [ 21 ]        |
| 2022 | Giải thưởng Làn Sóng Xanh     | Bài hát hiện tượng                 | Sài Gòn đau lòng quá                                       | Đề cử     | [ 21 ]        |
| 2022 | Giải thưởng Làn Sóng Xanh     | Bài hát hiện tượng                 | Tình bạn diệu kỳ                                           | Đoạt giải | [ 21 ]        |
| 2023 | Giải thưởng Làn Sóng Xanh     | Album của năm                      | COLOURS                                                    | Đề cử     | [ 21 ]        |
| 2023 | Giải thưởng Cống hiến         | Bài hát của năm                    | Hai muơi hai (22)                                          | Đề cử     | [ 22 ]        |
| 2024 | Giải thưởng Cống hiến         | Nhạc sĩ của năm                    | Bản thân                                                   | Đoạt giải | [ 22 ]        |
| 2024 | Giải thưởng Cống hiến         | Music Video của năm                | Đại minh tinh                                              | Đề cử     | [ 22 ]        |
| 2024 | Giải thưởng Làn Sóng Xanh     | MV của năm                         | Đại minh tinh                                              | Đề cử     | [ 23 ]        |
| 2024 | Giải thưởng Làn Sóng Xanh     | Ca khúc của năm                    | Mưa tháng sáu                                              | Đoạt giải | [ 23 ]        |
| 2024 | Giải thưởng Làn Sóng Xanh     | Sự kết hợp xuất sắc                | Mưa tháng sáu                                              | Đoạt giải | [ 23 ]        |
| 2024 | Giải thưởng Làn Sóng Xanh     | Top 10 ca khúc được yêu thích nhất | Mưa tháng sáu                                              | Đoạt giải | [ 23 ]        |
| 2024 | Giải thưởng Làn Sóng Xanh     | Nhà sản xuất âm nhạc của năm       | Bản thân                                                   | Đề cử     | [ 23 ]        |
| 2024 | WeChoice Awards               | Màn kết hợp bùng nổ                | Minh tinh                                                  | Đề cử     | [ 24 ]        |
| 2025 | Giải thưởng Cống hiến         | Nhạc sĩ của năm                    | Bản thân                                                   | Đề cử     | [ 25 ]        |

## Chương trình truyền hình
| Năm  | Chương trình                         | Vai trò                             | Kênh  |
| ---- | ------------------------------------ | ----------------------------------- | ----- |
| 2016 | Bài hát hay nhất (mùa 1)             | Thí sinh                            | VTV3  |
| 2018 | Đấu trường âm nhạc (mùa 1)           | Giám khảo                           | THVL1 |
| 2019 | Đấu trường âm nhạc (mùa 2)           | Giám khảo                           | THVL1 |
| 2021 | A đúng rồi                           | Người chơi                          | HTV7  |
| 2021 | Bộ 3 siêu đẳng                       | Người chơi                          | VTV3  |
| 2021 | 5 giây thành triệu phú               | Người chơi                          | HTV7  |
| 2021 | 6 ô cửa bí ẩn                        | Người chơi                          | VTV3  |
| 2021 | 100 triệu 1 phút                     | Người chơi                          | VTV3  |
| 2022 | Bài hát hay nhất – Big Song Big Deal | Giám khảo                           | VTV3  |
| 2022 | Biệt đội thông thái                  | Người chơi                          | HTV9  |
| 2022 | Thời tới rồi                         | Người chơi                          | HTV7  |
| 2022 | Ca sĩ mặt nạ (mùa 1)                 | Cố vấn khách mời, khán giả đặc biệt | HTV2  |
| 2023 | Ca sĩ bí ẩn (mùa 6)                  | Người chơi khách mời                | HTV7  |
| 2023 | Người ấy là ai (mùa 5)               | Cố vấn khách mời                    | HTV2  |
| 2023 | Ca sĩ mặt nạ (mùa 2)                 | Cố vấn khách mời                    | HTV2  |
| 2023 | Vietnam Idol (mùa 8)                 |                                     | VTV3  |
| 2024 | Ai là triệu phú                      | Người chơi khách mời                | VTV3  |
| 2024 | Chị đẹp đạp gió                      | Giám đốc âm nhạc                    | VTV3  |

### Chương trình khác
- 360 độ soi
- Gương mặt showbiz
- Hát nữa đi
- Hot ơi là... hot
- Hot trend
- Mở - Chuyện hẹn hò
- My bus - your show